# Izaak Kolthoff
Izaak Maurits Kolthoff, genannt Piet Kolthoff, (* 11. Februar 1894 in Almelo; † 4. März 1993 in Saint Paul, Minnesota) war ein niederländisch-US-amerikanischer Chemiker, der in den USA als einer der Väter der Analytischen Chemie galt. Außerdem befasste er sich mit Physikalischer Chemie.

## Leben
Kolthoff studierte ab 1911 Pharmazie an der Universität Utrecht mit dem Diplom-Abschluss 1915. Danach studierte er weiter Chemie und wurde 1918 bei Nicolaas Schoorl mit der Arbeit Grondslagen der jodometrische titreeranalyse (Grundlagen der Iodometrieschen Titrationsanalyse) promoviert (nachdem Latein und Griechisch als Voraussetzung fallengelassen wurden). Zu diesem Zeitpunkt hatte er schon über 30 Arbeiten veröffentlicht. Er war 1917 bis 1927 Konservator am Pharmazeutischen Institut und wurde 1924 Privatdozent für Elektrochemie in Utrecht. Nach Gastvorlesungen in den USA 1924, wo er auch Forschungen zur synthetischen Kautschukherstellung unternahm, wurde er 1927 Professor für analytische Chemie an der University of Minnesota. Er blieb dort und war auch nach seiner Emeritierung 1962 bis in die 1980er Jahre wissenschaftlich aktiv.
Er untersuchte Neutralisationstitration und führte 1915 Pufferlösungen ein und untersuchte ab 1918 Redoxtitrationen. Er war auch ein Pionier der Konduktometrie, der Untersuchung der Leitfähigkeit von Lösungen für die Konzentrationsbestimmung. 1920 führte er die Bezeichnung Potentiometrische Titration ein. In den USA untersuchte er gravimetrische Analyseverfahren, wandte Amperometrie auf organische Thioverbindungen an, entwickelte eine kinetische Methode um innere und äußere Doppelbindungen in Polymeren zu unterscheiden, untersuchte Reaktionen in nicht-wässrigen Lösungen.
1950 wurde er als korrespondierendes Mitglied in die Königlich Niederländische Akademie der Wissenschaften aufgenommen. Er war Mitglied der National Academy of Sciences und der American Academy of Arts and Sciences (1960). Außerdem war er mehrfacher Ehrendoktor (University of Chicago, Brandeis University, Reichsuniversität Groningen, Hebrew University) und wurde 1947 in den Niederlanden Kommandeur des Ordens von Oranje-Nassau. Er erhielt die Robert Boyle Medal der Royal Society of Chemistry, die Willard Gibbs Medal und die William H. Nichols Medal.

## Schriften
- Der Gebrauch von Farbindicatoren: ihre Anwendung in der Neutralisationsanalyse und bei der colorimetrischen Bestimmung der Wasserstoffionenkonzentration, Springer Verlag 1926
  - 4. Auflage mit Harry Fischgold als Säure-Basen-Indicatoren : ihre Anwendung bei der colorimetrischen Bestimmung der Wasserstoffionenkonzentration, Springer Verlag 1932
  - Englische Übersetzung: Indicators; their use in quantitative analysis and in the colorimetric determination of hydrogen-ion concentration, Wiley 1926
- Potentiometric titrations; a theoretical and practical treatise, Wiley 1926
- Die Massanalyse, 2 Bände, Springer Verlag 1927 (unter Mitwirkung von Heinrich Menzel)
  - englische Übersetzung Volumetric Analysis 1928, Neuauflage in drei Bänden 1942 bis 1957 mit V. A. Stenger, G. Matsuyama, R. Belcher bei Interscience
- mit James Lingane: Polarography, 2 Bände, Interscience 1952
  - Zuerst als: Polarography: polarographic analysis and voltammetry, amperometric titrations, Interscience 1941
- mit F.A. Bovey, A.I. Medalia, E.J. Meehan Emulsion Polymerization
- Die kolorimetrische und potentiometrische pH-Bestimmung; die Anfangsgründe der elektrometrischen Titrationen, Springer Verlag 1932
  - Englische Übersetzung: The Colorimetric and Potentiometric Determination of pH, 1931
- Quantitative Chemical Analysis, 4. Auflage, Macmillan 1969
- mit E. B. Sandell: Textbook of Quantitative Inorganic Analysis, Macmillan 1926, 1943, 1952
- Herausgeber mit Philip J. Elving: Treatise on Analytical Chemistry, in drei Teilen bei Interscience 1959, Neuauflage in mehreren Bänden, Wiley, ab 1978